# Daniel Franzese
Daniel Franzese est un acteur américain né le 9 mai 1978 à Brooklyn, (États-Unis). Il est principalement connu pour son rôle de Damian Leigh dans le film Lolita malgré moi.

## Vie privée
En avril 2014, Daniel Franzese fait son coming out en évoquant Damian, le personnage gay qu'il avait joué dix ans auparavant dans Lolita malgré moi : « J’avais 26 ans, tu en avais 16. Tu étais fier de toi, j’étais un acteur peu sûr de lui. Ton personnage est devenu une icône que des gens ont pris pour référence… Moi, j’aurais souhaité t’avoir comme modèle quand j’étais plus jeune. Il aurait peut-être été plus facile de grandir en étant gay ainsi. ».
En 2015, Daniel Franzese rencontre Bradley Philipps, un styliste, dans un Starbucks dans le quartier nord de Hollywood. En 2016, il le demande en mariage dans ce même Starbucks. En 2018, ils annoncent leur séparation.

## Filmographie

### Cinéma
- 2001 : Bully : Cousin Derek
- 2002 : Hometown Legend : Abel
- 2002 : Orgie sanglante 2 (Blood Feast 2: All U Can Eat) : Altar Boy
- 2003 : Party Monster : The Rat / Dallas MC
- 2004 : Soleado : un ami au bar
- 2004 : L'Histoire (Stateside) : Danny Tripodi
- 2004 : Lolita malgré moi (Mean Girls) : Damian Leigh
- 2005 : Bristol Boys : Jake
- 2005 : Spy : Bo Deeva
- 2005 : La Guerre des mondes (War of the Worlds) : un Garde National
- 2005 : Cruel World : Claude Markham
- 2006 : Whirlygirl : Clive
- 2008 : Killer Pad : Doug
- 2009 : Folie meurtrière : Paul Warren
- 2009 : The Missing Person : Agent Craig
- 2009 : Kill Theory (en) (killers) : Freddy
- 2010 : I Spit on Your Grave : Stanley
- 2012 : Foodfight! : Twinkleton (voix)

### Télévision
- 2003 : Queens Supreme : David (épisode pilote)
- 2005 : Mon Comeback : Mr. Hollywood (épisode Valerie Relaxes in Palm Springs)
- 2006 : Les Experts : Dean Harden (épisode Fannysmackin)
- 2010 : Burn Notice : Dougie (épisode Noble Causes)
- 2010 : Party Down : Ziggy Chorofsky (épisode Cole Landry's Draft Day Party)
- 2015 : Looking : Eddie
- 2016 : Recovery Road : Vern Testaverde